# Ombergs revir
Ombergs revir var ett skogsförvaltningsområde som omfattade Lysings, Dals, Göstrings och Vifolka härader samt den i Gammalkils socken, Valkebo härad, belägna delen av Vägstorps kronopark, allt i Östergötlands län. Reviret, som var indelat i två bevakningstrakter, omfattade 12 484 hektar allmänna skogar, varav tre kronoparker om totalt 2 963 hektar.